# Důl Zwierzina – Josef
Důl Zwierzina II – Josef  (Josefský důl) byl černouhelným dolem v Polské (Slezské) Ostravě a patřil měšťanskému těžíři Josefu Zwierzinovi (1775–1858).

## Historie
Josef Zwierzina  využil volných míst mezi kutacími poli hraběte Wilczka a knížete Salma a zahájil v roce 1838 kutací práce v budoucím dobývacím poli v Polské (Slezské) Ostravě. 4. prosince 1839 mu byly, na základě kladných výsledků kuteb, propůjčeny první dvě důlní míry. Značný počet kutacích děl, vyhloubených v zájmovém prostoru, které byly polohově rozptýleny na daném území, se staly základem sporu mezi hrabětem Wilczkem a J. Zwierzinou. Spory se vedly dlouhou dobu a byly vyřešeny až za Johanna hraběte Wilczka (1837–1922). Na základě intervence kutnohorského c. k. distriktního horního soudu 24. ledna 1848 byl spor vyřešen demarkační a deliminační smlouvou, ve které kromě vymezení hranic byla dohodnuta i vzájemná výměna důlních jam, propůjček a důlních práv.
Josef Zwierzina zahájil kutné práce na jámě II v roce 1839. V hloubce 70 m byla nalezena uhelná sloj, na její nález Josef Zwierzina obdržel propůjčku dvou důlních měr.  Kutná jáma II byla používána jako mělký důl a stala se základem pro nový hlubinný důl. Vlastní důl byl založen v roce 1847 (udává se i rok 1848). Jáma sloužila jako těžní a vodní. Kutací práce probíhaly od roku 1838 až do roku 1856. Důl později obdržel název Josef podle jména  zakladatele jámy Josefa Zwierziny.  
V roce 1870 jáma II prošla první modernizací a rekonstrukcí. 
Po smrti Josefa Zwierziny v roce 1858 přešlo důlní pole do vlastnictví jeho dědiců, kteří v roce 1878 založili těžířstvo pod názvem Zwierzinovo kamenouhelné těžířstvo ve Slezské Ostravě. V letech 1878–1882 probíhalo v severozápadní a západní části dobývacího pole od jámy II mělké dolování. Největší modernizace a přestavba dolu proběhla v letech 1920 až 1923. Byla postavena nová těžní budova, strojovna těžního stroje s novým strojním vybavením a další provozy.  
V roce 1933 v důsledku velké hospodářské krize byla těžba ukončena a důlní pole postoupeno hraběti Wilczkovi. Zwierzinovo kamenouhelné těžířstvo formálně existovalo do roku 1946, kdy bylo znárodněno a začleněno do OKR. 

### Stroje a strojní vybavení dolu

#### Strojovna
Na jámě II byl v roce 1870 instalován parní stroj se stojatými dvěma válci o výkonu 80 HP, vyrobený ve Strojírnách knížete Salma v Blansku. Parní stroj poháněl bobinový těžní stroj s parní brzdou a plochými lany.
V roce 1922 byl instalován nový těžní dvouválcový parní stroj s ventilovým rozvodem vyroben v Teplické Strojírny a.s., Teplice-Šanov, s výkonem 560 HP. Válce parního stroje měly průměr 730 mm a zdvih 1450 mm, tlak páry byl 12 atm.  
Lanové bubny těžního stoje měly průměr 5000 mm a šířku 1100 mm, lano o průměru 33 mm se ukládalo ve dvou vrstvách. Těžní klece byly tříetážové s jedním důlním vozíkem na etáž nebo šest osob na etáž, rychlost jízdy s mužstvem byla 6 m/s nebo 12 m/s pro těžbu. Těžní věž, postavená firmou Teplické Strojírny a.s., Teplice-Šanov, měřila od ohlubně po střed os lanovnic 29 m, lanovnice měly průměr 4500 mm.
V roce 1928 byl k dispozici Kösterův kompoudní parní kompresor vyroben firmou Brand & Lhuillier, Brno. Pohon obstarával přímo účinný parní stroj s výkonem 520 HP, průměr válců 900 mm a 500 mm, tlak páry 12 atm. Kompresor měl průměr válců 850 mm a 530 mm, zdvih 950 mm, výkon kompresoru byl 4860 m3/hod.

#### Kotelna
Kotelna měla výměr 978 m2, kde byly umístěny dva bateriové kotle každý s 114 m2 výhřevné plochy a tři Tischbeinovy kotle každý s výhřevnou plochou 250 m2. K topení se používalo těžené uhlí a prachové uhlí. Komín kotelny byl vysoký 50 m, s průměrem 2200 mm v horní koruně komínu.  
Voda byla čerpána z rybníka ve Slezské Ostravě. V úpravně voda procházela přes pískový filtr, výkon úpravny byl 6 m3/hod.

#### Větrání
Jáma Zwierzina II byla zároveň i jámou úvodní. Podzemními překopy byly doly J. Zwierziny propojeny a vytvořen systém větrání. Jámou č. II a těžním oddělením jámy č. VII byly nasávány úvodní větry a jámou Františka a větrním oddělením jámy VII výdušné větry vyvedeny nahoru. Přirozené větrání (tah výdušných větrů) bylo podporováno větrnou pecí umístěnou v jámě VII. V roce 1864 byla tato pec příčinou požáru těžní budovy jámy VII. V roce 1956 byla jáma přestavěna na jámu výdušnou a vybavena ventilátory.

#### Čerpání důlní vody
S ostatními doly J. Zwierziny měla i společné odvodnění. Čerpací stanice byla na Josefovské jámě. V roce 1854 bylo tahadlové čerpadlo poháněno parním strojem se stojatým válce a setrvačníkem o výkonu cca 18 HP. V roce 1898 byla čerpána důlní voda čerpadlem v dole o výkonu 18 HP. V roce 1913 bylo v dole instalováno třístupňové (třípístové) důlní čerpadlo s elektrickým pohonem o výkonu 75 HP a sacím výkonu 450 l/min. z Královopolské strojírny, Brno. V roce 1923 od téže firmy přibylo další čtrnáctistupňové odstředivé elektrické čerpadlo s výkonem 80 HP a sacím výkonem 350 l/min. Důlní voda byla čerpána z 9. patra (453 m) na povrch.

#### Ostatní
V roce 1861 byly Zwierzinovy doly napojeny na Báňskou dráhu asi 1,2 km dlouhou železniční vlečkou.
V roce 1930 byla uvedena do provozu briketárna s dvouválcovým lisem o výkonu 10 tun/hod. Roční výroba činila 60 000 tun bulet.
V roce 1872 byla založena bratrská pokladna dolů Zwierzinových.
Do roku 1920 byl ve věži nad jámou zvon, který oznamoval havířům začátek a konec směny. V rámci přestavby dolu byl nahrazen parní sirénou.

### Těžba
V roce 1863 jáma po 40 m procházela nadložím do uhlonosného karbonu, v 70 m prošla první slojí a v hloubce 143 m  slojí Mohutný.  Počátek dolu spadá do období mělkého dobývání černého uhlí. V roce 1858 se vytěžilo 44 209 tun uhlí dobývací metodou bylo pilířování. V letech 1878–1882 probíhalo mělké dolování. Byly dobývány sloje porubských vrstev,. II. slabá, III. slabá a Korunní princ. Otevření a dobývání těchto slojí umožnila Jaklovecká dědičná štola, která byla ražena přes dobývací pole Josefa Zwierziny. K větrání se využívaly další mělké jámy Muzika, Hraniční, Jáma č. 6 a August. Jáma v roce 1898 byla ve výdřevě. V rámci rekonstrukce dolu v letech 1912 až 1916 byla jáma vyzděna po celé své hloubce. 
Důl měl jednoduchou třídírnu a úpravnu uhlí s ručním vybíráním kamene. V roce 1928 měla třídírna výkon 340 t za 8 hodin, mokrou cestou (prádlo) bylo upraveno 170 tun uhlí za 8 hodin.
Těžily se sloje porubských a jakloveckých vrstev ostravského souvrství. Dobývalo se stěnováním s částečnou základkou a pilířováním na zával v sedmi slojích o mocnosti 40 až 135 cm, úklon slojí od 8° do 10°.
Důlní pole bylo v roce 1933 rozděleno tak, že část severně od Trojické poruchy byla začleněna k dolu Michaeli (Michálka), druhá část jižně od Trojické poruchy byla začleněna k dolu Jan Maria. Josefovská jáma byla spolu s jámovou budovou jako záloha pro důl Michaeli (Michálka). V letech 1956–1960 byly z dolu Michálka dobývány ochranné pilíře jámy č. II  a jámy Františka jakloveckých slojí č. 9, 10, 11, a 12. V letech 1956–1960 bylo v provozu 4.; 5. a 6. patro. Po ukončení dobývání byla mezi roky 1946–1948 zbořena jámová budova s těžní věží a na začátku 50. let i strojovna, v letech 1964–1965 byl areál zalesněn. Konečná likvidace jámy zásypem byla povedenav roce1981.

### Údaje o dolu Zwierzina II – Josef
dle
| Název                | Druh jámy     | Založení   | Hloubka jámy [m] | Těžba     | Vytěženo                | Likvidace | Dobývací pole [ha] | Poznámka        |
| -------------------- | ------------- | ---------- | ---------------- | --------- | ----------------------- | --------- | ------------------ | --------------- |
| Zwierzina II – Josef | kutací, těžní | 1839/ 1847 | 453              | 1858–1933 | nevykazována samostatně | 1947/1981 | 21                 | 1 jáma, 9 pater |

#### Hloubka jámy
| Rok              | 1863   | 1887 | 1898 | 1928 |
| Hloubka dolu [m] | 132,85 | 266  | 403  | 453  |

#### Roční těžba
| Rok       | 1858   | 1893    | 1916   | 1927   |
| Těžba [t] | 44 219 | 101 727 | 94 115 | 88 000 |

### Ubytování

#### Kolonie Zwierzina
Mezi nejstarší kolonie postavené pro havíře ve Slezské Ostravě patří Kolonie Zwierzina (také Kolonie Zvěřina) pojmenována po měšťanském těžaři Josefu Zwierzinovi. Kolonie byla stavěna už od roku 1850 v etapách až do dvacátých let 20. století. V roce 1928 bylo v kolonii 35 domů. Ke kolonii patřily kasárna pro havíře, pekárna, udírna, nemocnice, obchod, hostinec a kanceláře dolu. V roce 2009  stálo 18 domů. V roce 1994 byl podán návrh na vyhlášení ochranného památkového pásma, který nebyl schválen. Jedná se o nejzachovalejší havířskou kolonii. V roce 2003 byly domy zařazeny do kategorie evidence památkové péče.

#### Osada Aloisie
V blízkosti bývalého mělkého dolu Aloisie bylo postaveno pět domů. Tato osada se nachází v blízkosti Salmovy kolonie, západní okraj Kramolišovy ulice.